# Біловезька зима
Білове́зька зима́ (біл. Белавеская зіма) — білоруський турнір з інтелектуальних ігор, що проводиться щорік в початку зими у Бересті. Організаторами турніру є Білоруська ліга інтелектуальних команд, відділ у справах молоді Берестейського міського виконавчого комітету та Берестейський клуб інтелектуальних ігор.